# Laura Ingemarsson
Laura Viola Greta Ingemarsson, född 24 april 1999 i Stockholm är en svensk kulturskribent och före detta pr-konsult. Ingemarsson är sedan 2023 kolumnist på Göteborgs-Posten. Hon medverkade 2022–2023 i Tankesmedjan i P3.
Ingemarsson är dotter till journalisten Lasse Johansson och författaren Kajsa Ingemarsson.